# Joseph Ghesquière
Pour les articles homonymes, voir Ghesquière.
Joseph de Ghesquière de Raemsdonk est un jésuite, numismate et érudit belge, historiographe de l’empereur d’Allemagne, né à Courtrai en 1731 et mort à Essen en 1802. 

## Biographie
Il est admis parmi les bollandistes en 1762 et prend une part active à la continuation de leur œuvre. 
Il se réfugie en Allemagne après l'invasion de la Belgique par les Français. 

## Œuvres
On a de lui de savants ouvrages, parmi lesquels on remarque : 
- Acta sanctorum Belgii selecta (Bruxelles, 1783-1794, 6 vol. in-4o) ;
- Dissertation sur les différents genres de médailles antiques (1779, in-4°) ;
- Réflexions sur deux pièces relatives à l’histoire de l’imprimerie (1780, in-8°) ;
- Mémoire sur trois points intéressants de l’histoire monétaire des Pays-Bas (1786, in-8°) ;
- Notion succincte de l’ancienne constitution des provinces belgiques (1700, in-8°).